# 神兽 (恶搞)
神兽是中国大陆网民於2009年初的恶搞創作，為事实上不存在的动物，其中以“草泥马”、“法克鱿”、“雅蠛蝶”、“菊花蚕”、“尾申鲸”、“潜烈蟹”、“吉跋猫”、“吟稻雁”、“达菲鸡”以及“鹑鸽”等十种动物为代表，稱為“十大神兽”。
2016年《新华社新闻信息报道中的禁用词和慎用词》中，“草泥马”、“法克鱿”、“达菲鸡”、“吉跋猫”列入38个不文明用语。

## 发展
2009年，中共发起整治互联网低俗之风专项行动，关停大量涉及低俗内容的网站，但同时还有一些非不雅网站，被勒令关闭，例如豆瓣网上的许多讨论小组。此行动怀疑影响到上网公众的言论自由，引发网民的不满。此行动后，百度百科上出现网友虚构的动物词条“草泥马”，以及其他几种以不雅用语谐音命名的动物介绍，被网民传为“四大神兽”、“十大神兽”等。草泥马这个词在百度词条已经被禁止创建，贴吧也被关闭。但Youtube等视频网站上又出现由网友制作的《马勒戈壁上的草泥马》和《草泥马之歌》等恶搞影片作为响应。“十大神兽”成为一个特别的網絡快速傳播現象，爾後也有在十大網路神獸後加趕羚羊與亚克蜥者，成為「網絡十二生肖」。

## 十大神兽

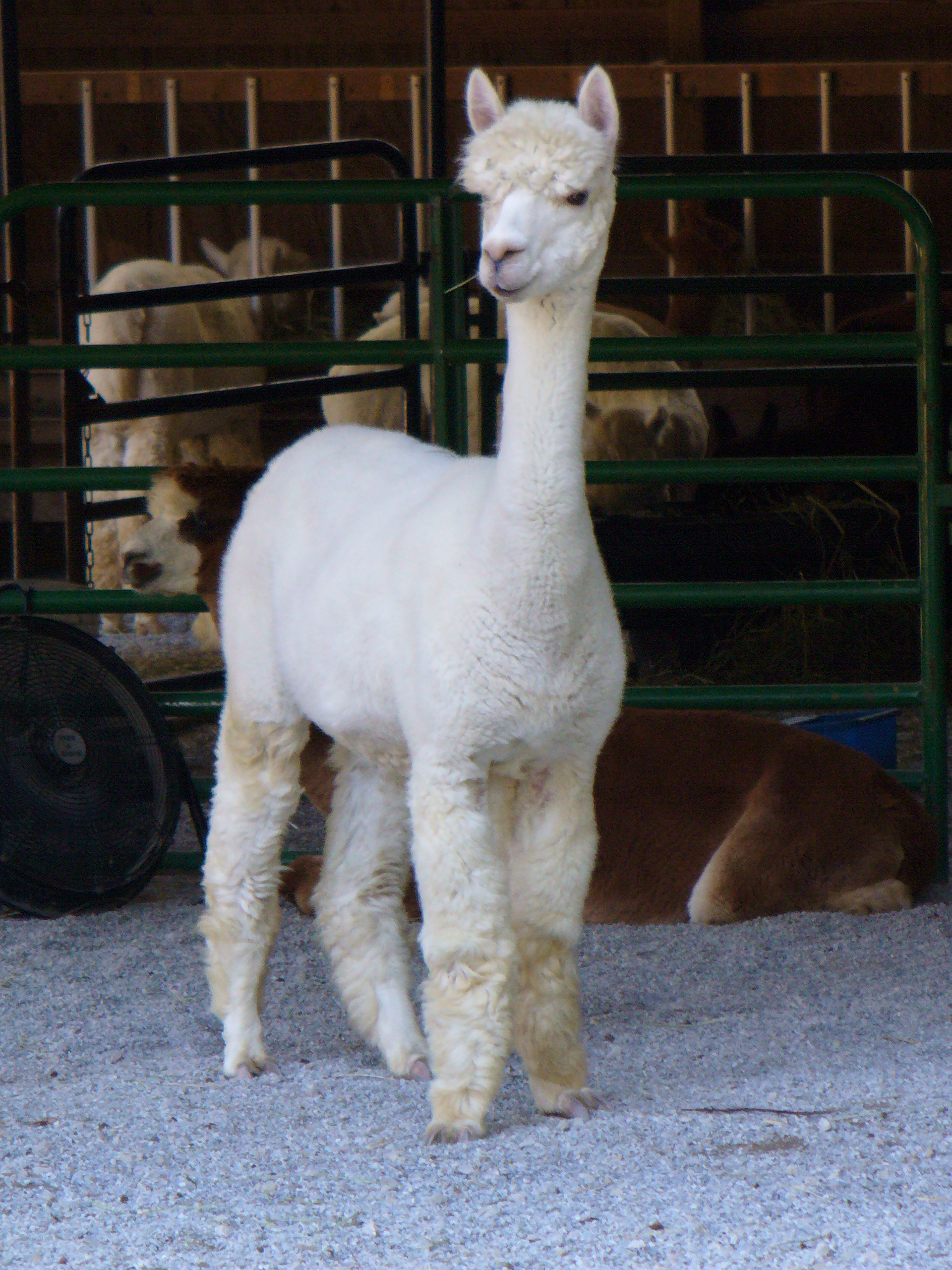
羊驼，为“草泥马”的形象生物。

以下列表中为网民所创造的“十大神兽”：
| 神兽   | 本义                                   | 释义 |
| ------ | -------------------------------------- | --- |
| 草泥马 | 肏你媽                                 | 北方汉语常用的“国骂”，意同閩南語的“姦恁娘”、幹你娘与粤语的“屌你老母”。                                               |
| 法克鱿 |                                        | 英文直譯為“肏你”或“操你”。                                                                                           |
| 雅蠛蝶 | （yamete）                             | 日文“不要，快停止”一词的谐音，本來是日常生活用語，但也经常出现于日本成人影片（特别是性侵主题的色情片）中的女性对白。 |
| 菊花蚕 | “菊花”在市井口语中指肛门，因此意指肛交 | 来源于周杰伦的歌《菊花台》，歌词中“菊花残，满地伤”曾被网友恶搞成“菊花残，满腚伤”。                                   |
| 吉跋猫 | 毛（常作雞巴毛）                       | 意指男性陰毛。 |
| 尾申鲸 | 卫生巾，亦稱衛生棉                     | |
| 吟稻雁 | 陰道炎                                 | |
| 达菲鸡 | 打飛機                                 | 中國市井口语，指男性自慰。                                                                                           |
| 潜烈蟹 | 前列腺                                 | |
| 鹑鸽   | 春哥                                   | 2005年超级女声总冠军李宇春的谑称。                                                                                   |

## 衍生神兽
在草泥马等十大神兽产生之后，网友们继续创造更多的网络恶搞词汇，其题材也不局限于兽类，包括了植物、器械等，但都符合谐音的原则。另外，新创造的这些恶搞名词有一些是采用了不雅用语以外的词汇为题材，例如“鹳狸猿”（網絡管理员）、“公雾猿”（政府公务员）、“毒豺”（独裁）、“欺实马”（70码）等，虽影响力不及“草泥马”，但也使得这一事件更加受人关注和追捧。
| 神兽         | 来源         | 释义（部分为网友虚构） |
| ------------ | ------------ | --- |
| 鹳狸猿       | 管理员       | 指网络管理人员，其本意其实是中国网民对网络管理员们一种贬义的称呼，用于发泄对于某些网络管理员的不满。 |
| 公雾猿       | 公务员       | |
| 寄树人猿     | 技术人员     | |
| 程序猿       | 程序员       | 指程序设计人员或软件开发人员，又称码农，也是该群体自嘲常用语。 |
| 毒豺         | 独裁         | 指中共一党专政，用于发泄对于中国共产党独裁的不满。用来规避网络审查。 |
| 欺实马       | 70码         | 由于在一起由“富二代”引起的重大车祸中，相关鉴定机构鉴定车速仅为70码，遭到网友广泛质疑和不满，因此以谐音讽刺执法机构和执政机关为金钱和权力所左右的社会现象。                                                 |
| 赶羚羊       | 姦恁娘       | 闽南语骂娘的脏话。 |
| 亚克蜥       | ياخشى        | 维语“亚克西”的谐音，源自2010年春晚的一个维吾尔族歌舞《党的政策“亚克西”》。 |
| 卦蝌         | 挂科         | 卦蝌是“挂科”的谐音，就是在考试中俗称的不及格，在2010年年末和2011年年初广泛出现在网络上，在腾讯、新浪等网站上相继出现，表示了当前许多大学生对期末考核的担忧。形象类似一只蝌蚪。同一帖子上的另有以下的神兽。 |
| 雪参         | 学生         | 分為大雪参（大学生）、中雪参（中学生）、小雪参（小学生）。 |
| 补脊鸽       | 不及格       | |
| 虫貅         | 重修         | |
| 捕鲓         | 补考         | |
| 筒蝈         | 通过         | |
| 河蟹         | 和谐         | 指中国网络审查结构，和谐是把所有的敏感词汇变成星号（即*）。 |
| 古鸽         | 谷歌         | 暗讽谷歌退出中国大陆事件。也用来规避审查，中国的部分网站把“谷歌”二字列为敏感词列表中。 |
| 达夷马       | 大姨妈       | 女性月经。 |
| 必蛐         | bitch        | 英語粗話，指婊子。 |
| 越鯨         | 月经         | |
| 叫兽         | 教授         | |
| 砖家         | 专家         | |
| 歐兔         | 嘔吐         | |
| 艾東蝸       | 矮冬瓜       | 借指身材既矮小又肥胖的人。 |
| 厚礼蟹       | holy shit    | 「哇靠！」「我的天哪！」「真糟糕！」；意同閩南語的讓你死的意思。 |
| 超營養老雞排 | 肏你娘老膣屄 | 由閩南語的“姦恁娘”+「老膣屄 」演化而成的臺灣國語髒話。 |
| 台灣鯛       | 台灣刁       | 由網路鄉民戲稱的“台灣刁民”演化而成的新名詞，通常指無常識無法溝通自私自利的人。 |
| 验证马       | 验证码       | 百度贴吧神兽之一，可有效抵御爆吧，放出后，符合吧主设置生效条件的用户在本吧发贴需要输入中文验证码。 |
| 静止蛙       | 禁止挖       | 百度贴吧神兽之一，可有效抵御挖坟，放出后，符合吧主设置生效条件的用户不能回复全部精华贴、投票贴，以及设置时间前发表的主题。                                                                                 |